# Ladrovac
Lladroc en albanais et Ladrovac en serbe latin (en serbe cyrillique : Ладровац) est une localité du Kosovo située dans la commune/municipalité de Theranda/Suva Reka et dans le district de Prizren/Prizren. Selon le recensement de 2011, elle compte 1 708 habitants, dont une majorité d'Albanais.
Le village est également connu sous le nom albanais de Lladrovcë. Selon le découpage administratif du Kosovo, qui n'est pas reconnu par la Serbie, la localité fait partie de la municipalité de Malishevë/Mališevo.

## Histoire
Sur le territoire du village se trouvent les vestiges d'une forteresse datant de l'Antiquité tardive et du Moyen Âge ; ces ruines sont proposées pour une inscription sur liste des monuments culturels du Kosovo.

## Démographie

### Évolution historique de la population dans la localité
| 1948 | 1953 | 1961 | 1971 | 1981  | 1991  | 2011  |
| ---- | ---- | ---- | ---- | ----- | ----- | ----- |
| 490  | 628  | 743  | 974  | 1 093 | 1 253 | 1 708 |

|  |